# Оса германская

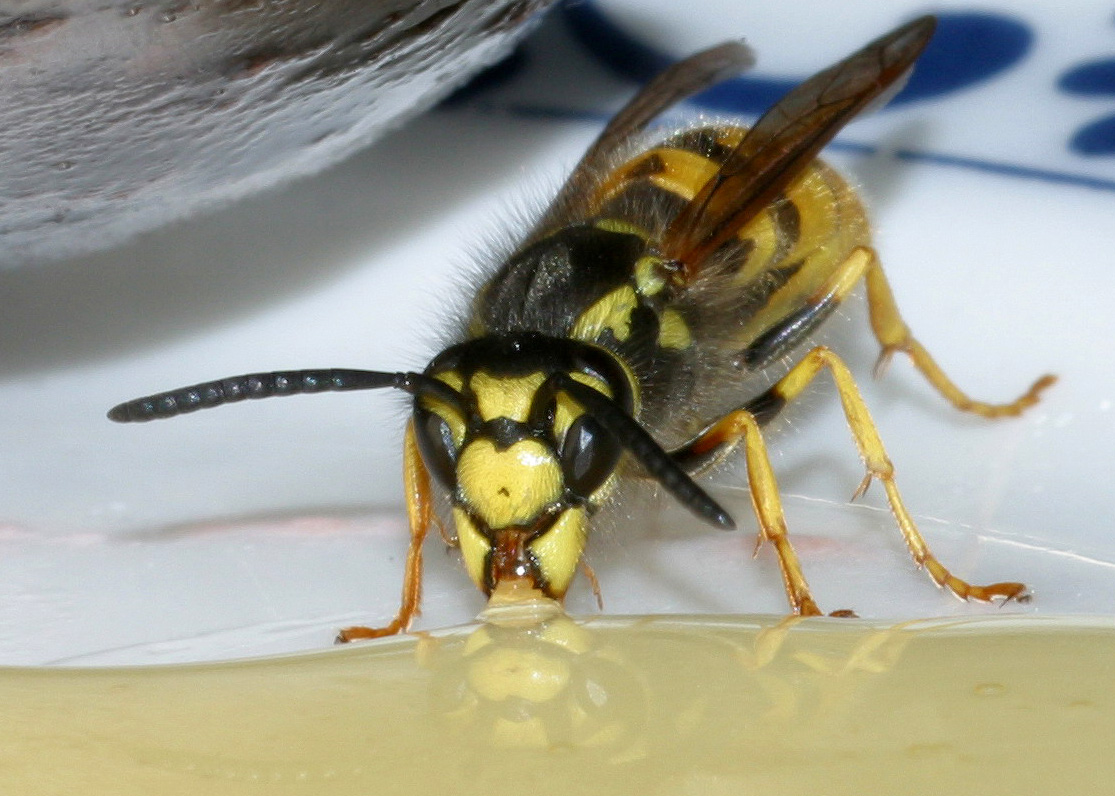
Vespula germanica

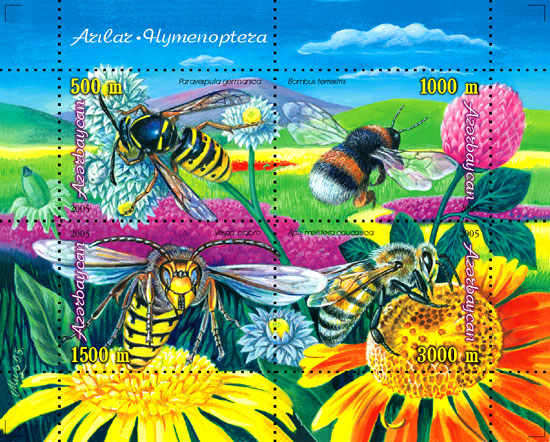
Paravespula germanica (500 манат) на азербайджанской марке (2005). Серая горная пчела (Apis mellifera caucasica, 3000 манат). Шмель Bombus terrestris (1000 манат). Шершень Vespa crabro (1500 манат).

Оса германская (лат. Vespula germanica) — вид жалящих перепончатокрылых насекомых.

## Описание
Вид средних по размеру перепончатокрылых: рабочие в длину 12–15 мм, самка — 18 мм.

## Экология
Обычный вид на территории своего распространения, но менее многочисленный по сравнению с обыкновенной осой, однако доминирует в городской местности. В основном обитатели лесной зоны.

## Распространение
Палеарктика (нативный ареал в Европе, Юго-Западной и Средней Азии и в Северной Африке); также распространился по всей Южной Сибири и антропогенным местам Приамурья, Приморья и юга Сахалина. Также обитает в Казахстане, Монголии, Китае, Корее и Японии. Интродуцирован во многие регионы мира: Северную Америку, Австралию, Новую Зеландию, Латинскую Америку (Чили, Аргентина).
В апреле 1969 года на территории фермы Ваймаукау в Новой Зеландии было найдено осиное гнездо диаметром 1,75 м. Длина его окружности составляла около 5,5 м. Оно было таким тяжёлым, что упало с дерева, на котором было построено, и раскололось надвое.